# Згода (Підкарпатське воєводство)
Зго́да (пол. Zgoda) — село у Польщі, у гміні Ярослав Ярославського повіту Підкарпатського воєводства. Знаходиться на відстані 6 км на схід від Ярослава.
Населення — 218 осіб (2011).
У 1975—1998 роках село належало до Перемишльського воєводства.

## Демографія
Демографічна структура станом на 31 березня 2011 року:
|          | Загалом | Допрацездатний вік | Працездатний вік | Постпрацездатний вік |
| -------- | ------- | ------------------ | ---------------- | -------------------- |
| Чоловіки | 109     | 27                 | 76               | 6                    |
| Жінки    | 109     | 29                 | 58               | 22                   |
| Разом    | 218     | 56                 | 134              | 28                   |